# Scarabaeus cancer
Scarabaeus cancer är en skalbaggsart som beskrevs av Gilbert John Arrow 1919. Scarabaeus cancer ingår i släktet Scarabaeus och familjen bladhorningar. Inga underarter finns listade i Catalogue of Life.